# Bombardement op Napels (1918)

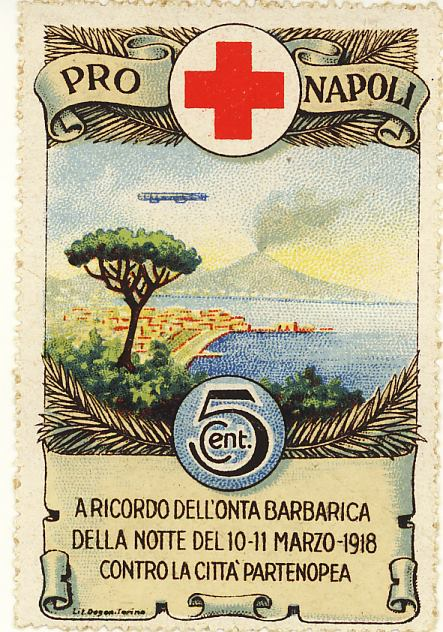
Een zeppelin bombardeert Napels. Postzegel van het Rode Kruis

Het bombardement op Napels vond plaats naar het einde van de Eerste Wereldoorlog, op 11 maart 1918. Het luchtbombardement vond plaats via een zeppelin van het Duitse keizerlijke leger. Het was het eerste luchtbombardement op Napels in de geschiedenis van de stad.

## Historiek
Het koninkrijk Italië vocht de Eerste Wereldoorlog hoofdzakelijk in het noorden uit, duidelijk gericht tegen Oostenrijk-Hongarije. Zo was er de bloedige veldslag bij Caporetto in het najaar van 1917. Ongewoon en verrassend voor de Napolitanen was het luchtbombardement van 11 maart 1918. Een Duitse zeppelin van het type LZ104 of nummer L59 was vertrokken vanuit de stad Jambol in Bulgarije. Het had de bijnaam Afrikaschip omdat de zeppelin de militaire transporten naar Duits Oost-Afrika uitvoerde.
Uitzonderlijk voer de zeppelin LZ104 begin 1918 naar Napels; het doel was de wapenfabrieken en de haven van Napels te verwoesten. De zeppelin loste 6.400 kg aan bommen rond 1 u ‘s nachts. De hoogte was 4.800 meter. Geen enkele militaire installatie werd geraakt. Het bommentapijt viel neer op woonwijken. Het gevolg was 16 burgerdoden in Napels.
Dezelfde zeppelin stortte neer in april 1918 op het eiland Malta. De reden van de crash is onbekend. De zeppelin LZ104, die voor het eerst vloog in oktober 1917, kreeg drie oorlogskruisen: een voor een vlucht naar Kartoem, een tweede voor het bombardement op Napels en een derde voor een vlucht over het Britse Suezkanaal.
Pas in het jaar 1920 kregen de Italianen de juiste toedracht te horen. Het Duits ministerie van Buitenlandse Zaken gaf dan officieel toe wat er die nacht van 1918 precies gebeurd was boven Napels.